# انرژی در کره جنوبی

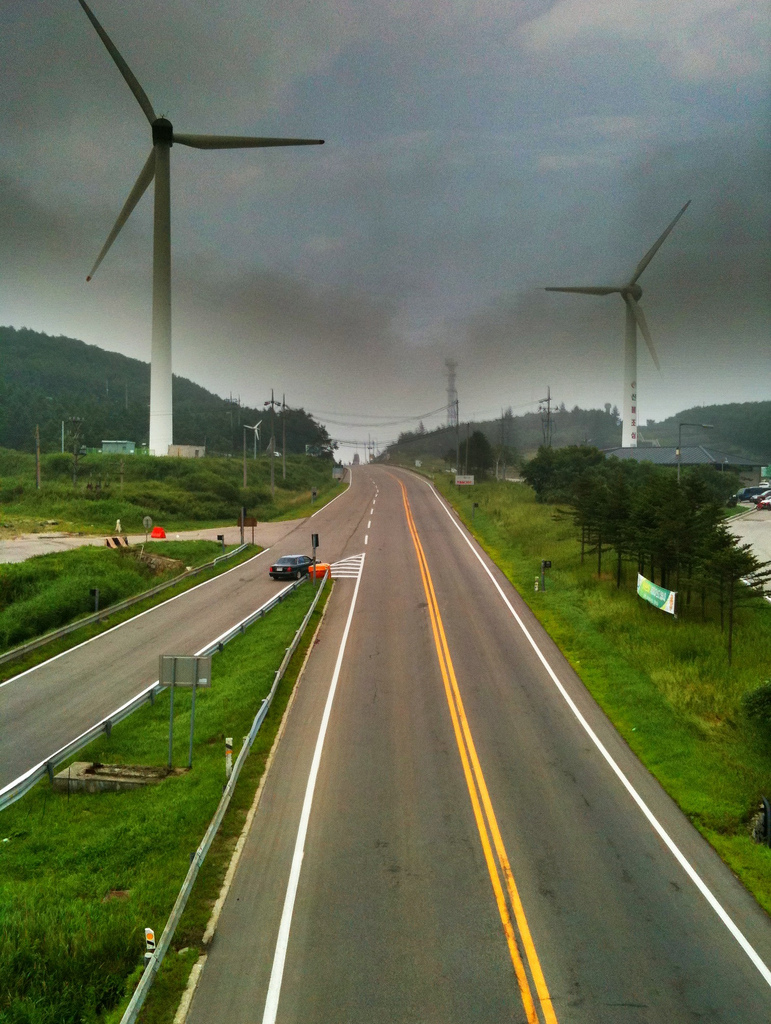
مزرعه بادی یونگ پیونگ

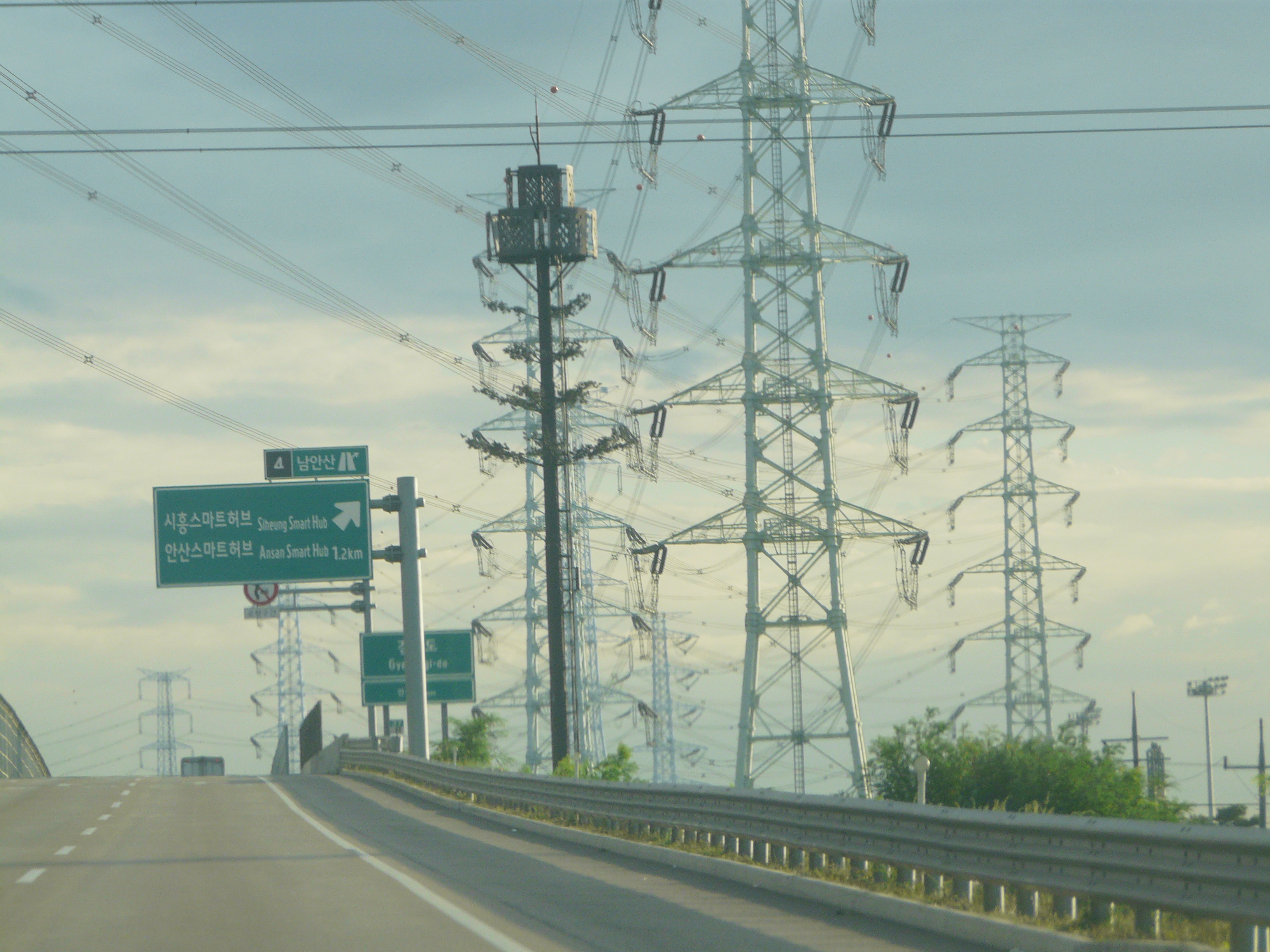
دکل‌های برق در شی‌هونگ، استان گیونگ‌گی

کره جنوبی واردکننده بزرگ انرژی است و تقریباً تمام نیازهای نفتی خود را وارد می‌کند و دومین واردکننده بزرگ گاز طبیعی مایع در جهان است. تولید برق در کشور عمدتاً از انرژی حرارتی معمولی که بیش از دو سوم تولید را تشکیل می‌دهد و از انرژی هسته‌ای تأمین می‌شود.
تولیدکنندگان انرژی تحت سلطه شرکت‌های دولتی بودند، اگرچه معادن زغال سنگ و پالایشگاه‌های نفت نیز وجود داشتند. مجلس ملی کره جنوبی در سال ۲۰۰۰ برنامه گسترده‌ای برای بازسازی بخش برق تصویب کرد، اما روند بازسازی در بحبوحه جنجال‌های سیاسی در سال ۲۰۰۴ متوقف شد و همچنان موضوع بحث‌های سیاسی شدید است.
کره جنوبی ذخایر اثبات شده نفتی ندارد. اکتشافات تا دهه ۱۹۸۰ در دریای زرد و در فلات قاره بین کره و ژاپن هیچ نفت دریایی پیدا نشد. میدان گازی Donghae-1 بین سال‌های ۲۰۰۴ تا ۲۰۲۱ گاز طبیعی تولید کرد و اکتشاف گاز طبیعی در سواحل شرقی در سال ۲۰۲۴ آغاز شد.
ذغال سنگ در کشور ناکافی و با کیفیت پایین است. پتانسیل برق آبی به دلیل تغییرات فصلی زیاد در آب و هوا و غلظت بیشتر بارندگی در تابستان محدود است. از سال ۲۰۱۷، مون جه-این، رئیس‌جمهور وقت کره جنوبی قول داد که به اتکای این کشور به زغال سنگ پایان دهد و همچنین گفت که کشور از انرژی هسته ای دور خواهد شد. او در ماه ژوئن گام بزرگی در این راستا برداشت و گفت که کشورش تلاشی برای افزایش عمر نیروگاه‌های هسته ای خود نخواهد کرد، نیروگاه‌های زغال سنگ موجود را می‌بندد و هیچ نیروگاه زغال سنگ جدیدی نخواهد ساخت.
در سال‌های اخیر، کره جنوبی مسیر جدیدی را برای بخش انرژی خود با اهداف کربن زدایی قابل توجه تعیین کرده و هدف آن افزایش سهم برق از منابع تجدیدپذیر از ۶ درصد در سال ۲۰۱۹ به ۳۵ درصد تا سال ۲۰۳۰ است.